# 바닷마을 다이어리 (영화)
《바닷마을 다이어리》(일본어: 海街diary, 영어: Our Little Sister)는 요시다 아키미의 동명의 만화를 원작으로 고레에다 히로카즈 감독에 의해 실사 영화화가 결정되어, 2015년 6월 13일에 개봉되었다. 이야기의 중심이 되는 "네 자매"를 아야세 하루카, 나가사와 마사미, 카호, 히로세 스즈가 연기했다. 만화를 읽은 고레이다가 영화화를 희망하고 2013년 여름부터 각본 쓰기 시작해, 2014년 5월 27일에 발표 되었다. 촬영은 2014년 4월부터 12월에 걸쳐 진행되었다.
이 영화는 제68회 칸 영화제의 경쟁부문에 정식 출품되었다. 제39회 일본 아카데미상 최우수 작품상 수상했다. 캐치프레이즈는 〈가족을 버린 아버지가 남겨 준 가족.〉이다.
대한민국에서는 2015년 제20회 부산 국제 영화제 갈라 프레젠테이션 부문에 초청되었다. 2015년 12월 17일에 정식 개봉되었다.

## 줄거리
아버지는 15년 전 가족을 버리고 다른 여자와 재혼했다. 그리고 둘째 부인과 사별하고 셋째 부인까지 얻었다. 어머니도 곧 세 딸을 버리고 떠난다. 바닷가 마을 가마쿠라의 낡은 집에 이렇게 세 딸만 살게 된다. 영화는 세 딸, 사치(아야세 하루카 분), 요시노(나가사와 마사미 분), 치카(카호 분)가 아버지의 부고 소식을 듣고 장례식장을 찾아가는 것으로 시작된다. 딸들은 장례식장에서 이복 여동생 스즈(히로세 스즈 분)를 만난다. 스즈는 아버지와 둘째 부인 사이의 딸. 맏딸인 사치는 은근히 스즈가 신경 쓰인다. 아버지 없이 의붓어머니와 함께 사는 스즈에게서 어린 시절 부모의 부재로 홀로 동생들을 챙겨야 했던 과거 자신의 모습이 보였기 때문. 사치는 스즈에게 같이 살자고 제안하고 스즈는 언니들을 따라 가마쿠라의 낡은 집에서 함께 살게 된다. 세 딸의 가정을 망가뜨린 주범, 아버지와 바람난 여자의 딸인 이복여동생과 갈등이 없을 수는 없는 법. 하지만 이들은 아버지에 대한 서로 다른 기억을 공유하며 부모의 부재로 인한 상처를 이겨내고 서로를 한 가족으로 받아들인다.

## 출연

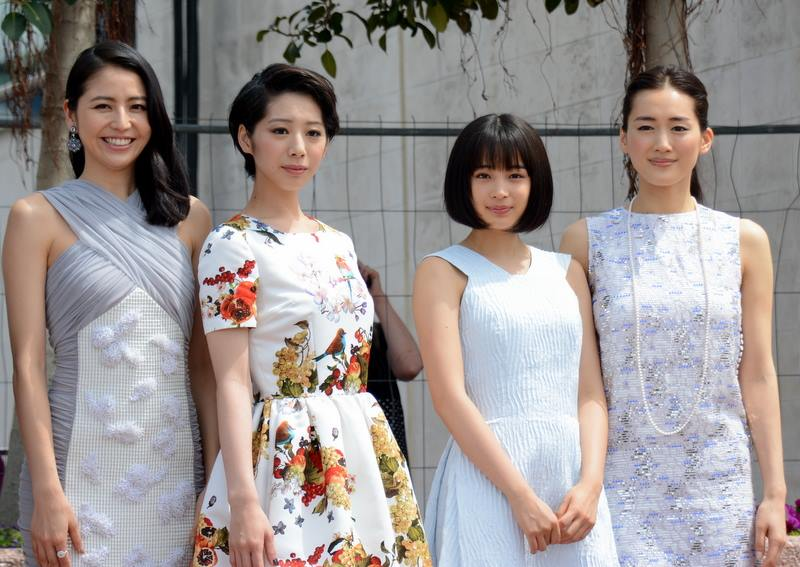
2015년 제68회 칸 국제 영화제에서 (왼쪽부터) 나가사와, 카호, 히로세, 아야세.

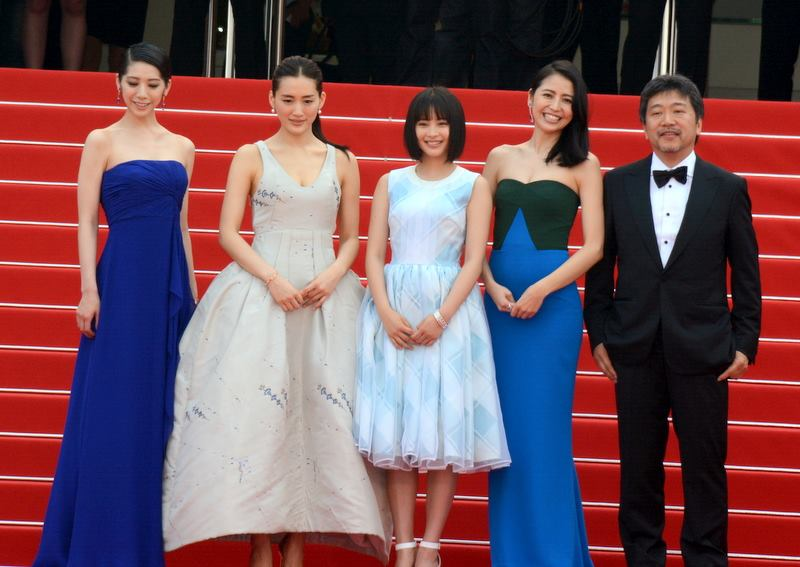
2015 칸 영화제에 참석한 고레에다 감독과 배우들.

주요 인물
- 코다 사치 : 아야세 하루카

간호사. 자매만이 사는 집에서 가장인 책임을 강하게 느끼고 있다.
- 코다 요시노 : 나가사와 마사미

지역 신용 금고에 근무하는 OL. 애주가에서 연하남에 약하다.
- 코다 치카 : 카호

지역 스포츠 용품 가게에서 일하는 마이 페이스 인 삼녀.
- 아사노 스즈 : 히로세 스즈

세자매들 (사치, 요시노, 치카)의 이복 여동생. 축구에 능숙해 가마쿠라에서도 주니어 팀에 소속한다. 나이보다 어른스러운 소녀.
기타 인물
- 사사키 미야코 : 오타케 시노부

사치 (아야세 하루카) 요시노 (나가사와 마사미), 치카 (카호)의 친어머니.
- 시이나 카즈야 : 츠츠미 신이치

간호사의 장녀 사치 (아야세 하루카)가 일하는 시민 병원의 소아과 의사.
- 사카시타 요시미 : 카세 료

신용 금고에서 일하는 차녀 요시노 (나가사와 마사미)의 상사.
- 니노미야 사키코 : 후부키 준

사치, 요시노, 치카가 어릴 때부터 다니고 있는 바다 고양이 식당 주인.
- 후쿠다 센이치 : 릴리 프랭키

다방·야마네코테이 주인.
- 오자키 후타 : 마에다 오시로

사녀 스즈 (히로세 스즈)의 동급생으로 소속 쇼난 옥토퍼스의 팀 메이트.
- 이노우에 야스유키 : 스즈키 료헤이

사녀 스즈 (히로세 스즈)가 속한 쇼난 옥토퍼스의 감독. 사치 (아야세 하루카)의 작동 병원 재활 의사로 근무.
- 하마다 산조 : 이케다 다카후미

삼녀 치카 (카호)가 일하는 스포츠 맥스의 점장.
- 후지이 토모아키 : 사카구치 켄타로

차녀 요시노 (나가사와 마사미)의 연하의 연인.

## 스태프
- 감독·각본 : 고레에다 히로카즈
- 원작 : 요시다 아키미 〈바닷마을 다이어리〉
- 노벨라이즈 : 타카세 유노카 (쇼가쿠칸 문고)
- 촬영 : 타키모토 미키야
- 조명 : 후지이 미노루
- 녹음 : 츠루마키 유타카
- 미술 : 미츠마츠 케이코
- 음악 : 칸노 요코
- 음향 효과 : 오카세 아키히코
- 조감독 : 카네시게 준, 엔도 카오루, 모리모토 쇼이치
- 프로듀서 : 마츠 카오루, 다구치 세이
- 제작 : 오가와 야스시, 오무라 신, 우에다 타이지, 코타케 사토미
- 제작 스튜디오 : FILM LLP
- 제작 협력 : 《바닷마을 diary》 제작위원회(도호, 후지 TV, 쇼가쿠칸, 가가 커뮤니케이션스)
- 배급 : 도호, 가가 커뮤니케이션스

## 제작
후지 TV 외에 쇼가쿠칸, 도호, 가가 커뮤니케이션스에서 제작을 맡았다. 2014년 7월부터 촬영이 시작되었다.

## 개봉
이 영화는 2015년 6월 13일 일본에서 개봉되었다. 2015년 10월 14엘 런던에서 열린 BFI 런던 영화제에서 상영되었다.

## 극 중 등장하는 명소

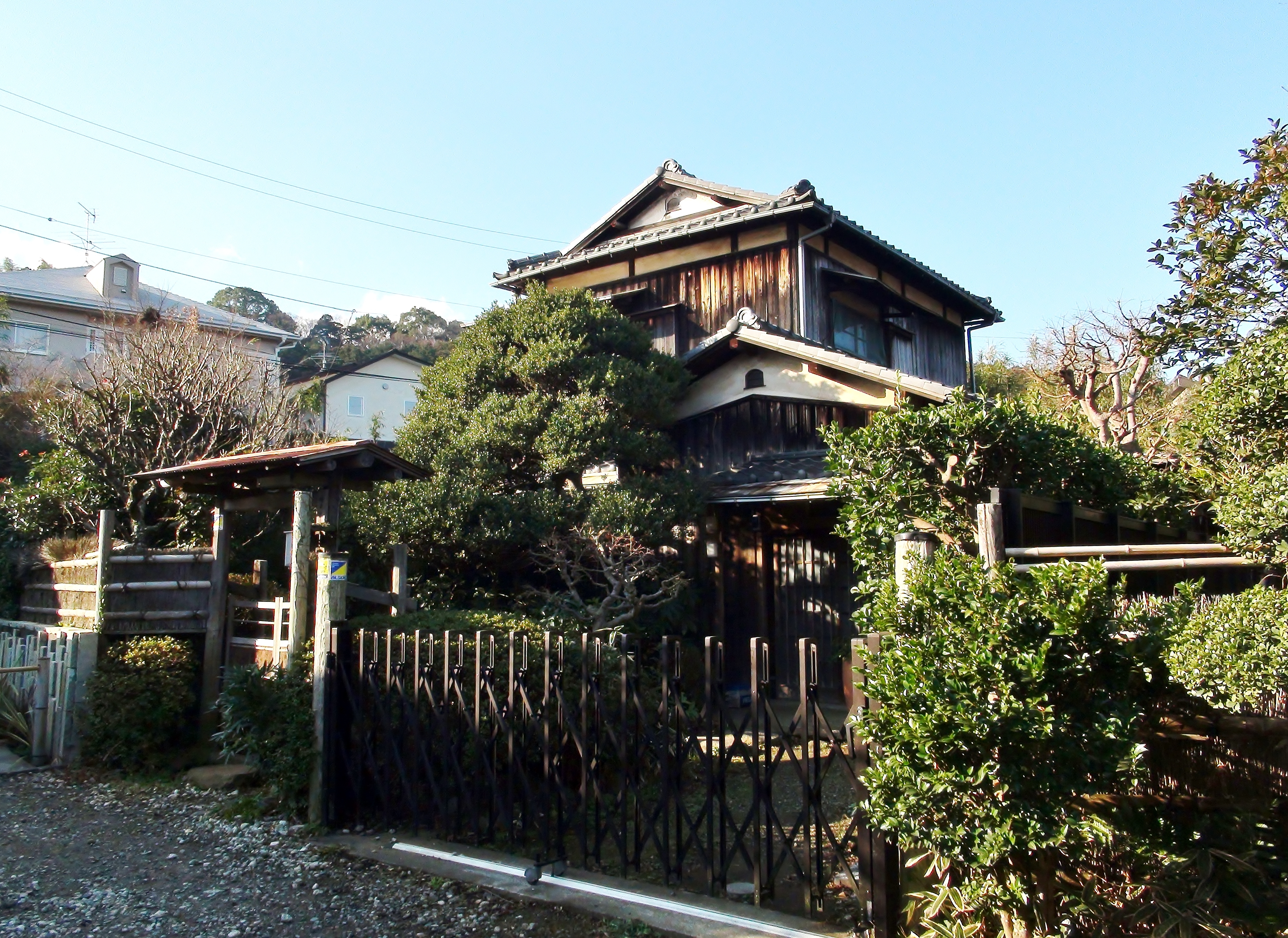
배경이 된 가마쿠라시 모처의 일본 가옥. 2016년 1월 24일 촬영

- 에노시마 전철 - 하세 역, 고쿠라쿠지 역
- 이나무라가사키
- 사스케이나리 신사
- 니카이도
- 즈이센지
- 기마구라 구
- 코시고에
- 고료 신사
- 코시고에 어항
- 에노섬
- 고쿠라쿠지 자카 키리도오시
- 코우 묘지
- 고토쿠인

## 사진집
- 《사진집 「바닷마을 diary」》가 2015년 5월 22일에 세이겐샤에서 발매되었다. (ISBN 978-4-86152-498-1) 사진작가이자 촬영 감독의 타키모토 미키야가 영화 촬영 틈틈이 모아 둔 사진들을 정리했다.[10]